# Ponte San Pietro
Ponte San Pietro é uma comuna italiana da região da Lombardia, província de Bérgamo, com cerca de 10.016 habitantes. Estende-se por uma área de 4 km², tendo uma densidade populacional de 2402 hab/km². Faz fronteira com Bonate Sopra, Brembate di Sopra, Curno, Mapello, Mozzo, Presezzo, Valbrembo.

## Demografia
| Variação demográfica do município entre 1861 e 2011                               |
|                                                                                   |
| Fonte: Istituto Nazionale di Statistica (ISTAT) - Elaboração gráfica da Wikipedia |